# Rivière de la Corneille (vattendrag i Kanada, lat 50,28, long -62,90)
Rivière de la Corneille är ett vattendrag i Kanada.   Det ligger i provinsen Québec, i den östra delen av landet, 1 100 km nordost om huvudstaden Ottawa.